# Sober (Kelly Clarkson)
Sober è un brano musicale della cantante statunitense Kelly Clarkson, pubblicato come singolo nel 2007.

## Descrizione
Si tratta del secondo brano estratto dal terzo album dell'artista My December. Il brano è stato scritto dalla stessa Kelly Clarkson con Aben Eubanks, Jimmy Messer e Calamity McEntire e prodotto da David Kahne.

## Tracce
1. Sober (radio edit) - 3:48
2. Sober (call-out hook) - 0:10